# 吳敦義
吳敦義（1948年1月30日—），中華民國政治人物，中國國民黨籍，生於南投縣草屯鎮，曾任中華民國副總統、行政院院長、中國國民黨主席、中國國民黨副主席、中國國民黨秘書長、立法委員、高雄市市長、南投縣縣長及臺北市議會議員等職務。
吳敦義畢業自國立臺灣大學歷史學系後，曾任報社主筆負責市政專欄。1973年獲國民黨推薦參選臺北市議員當選。1981年受徵召返鄉選南投縣縣長當選。1990年擔任官派的高雄市市長、1994年當選民選的高雄市市長，任內批評李登輝政府重北輕南；2002年返鄉參選南投縣立法委員，連續三屆當選；2009年擔任行政院院長，為中華民國總統馬英九任內任期最長的行政院院長；2011年6月被總統馬英九提名為第十三任副總統候選人，並於2012年5月20日宣誓就職。此外，吳敦義曾擔任國民黨臺北市黨部主委、國民黨中常委、中央評議委員團主席、秘書長、第一副主席與代理主席等。
2016年，吳敦義創辦個人智庫「台灣新願景論壇協會」。2017年1月9日宣布參選國民黨主席選舉，以破14萬票在第一輪出線當選。2018年11月24日，成功領導國民黨贏得九合一選舉，惟於2019年決定不參加2020年總統選舉，是自2008年吳伯雄之後再有時任國民黨主席決定不參選總統的情況。2020年1月11日，為承擔總統選舉敗選責任而辭去黨主席職務。

## 早年生活
吳敦義1948年出生於南投縣草屯鎮。國小時一度有「吳郭魚」的外號，因為有同學將「敦」誤念為「郭」。就讀臺中一中學翁子分部時，因以《三國演義》的情節捉弄同學，而得到「阿瞞」之綽號。
1965年高中畢業後，考上國立政治大學東方語文學系韓文組，就讀政大一年級時代表東語系參加新生盃辯論賽，冠軍賽對手是代表外交系的胡志強。當年冠軍最後打破慣例由東方語文學系拿下。他同時擔任系上刊物《東方文化》系刊社長，並親自招攬到學校補助約十倍金額之贊助廣告費。一年後轉學考入國立臺灣大學歷史學系，就讀臺大時吳敦義在社論〈臺大人的十字架〉中，提倡臺大學生應肩負三項使命：關心、同情、奮起。此文先是在校園引起迴響，後引起各大新聞媒體轉載和評論。吳敦義因此獲時任國防部部長蔣經國、救國團文教組長馬鶴凌接見。臺大學生發表之相關文章日後被集結成冊，以《臺大人的十字架》為名出版。
吳敦義在大學畢業前夕對新任校長有意見。那年原台大校長錢思亮被蔣中正特任為中央研究院院長，接替的是時任原能會主委兼中山科學院院長的閻振興，當然台大校長也是閻的兼職之一。吳敦義在閻振興接任校長的隔天，於大學新聞上發表了一篇為名「辭去兼職，辦好台大─向閻振興校長進一言」。文章中寫道，「閻校長做好兼職，台大校長一定做不好，對不起台大；做好台大校長，兼職一定做不好，對不起國家。」閻振興看完文章後，也在校長室約見了吳敦義，吳敦義除了闡述文章內容，更引述孟子「說大人，則貌之」，讓閻振興聽後心動不已，隨即辭去兩個兼職。
吳敦義在年輕時曾擔任台北市政記者，不時執筆為民擲聲。某一年看到了行政院長蔣經國除夕的談話：「感覺到有許多事沒做，也有許多事沒做好，而他是抱著負債的心境，在過除夕這一天」，感動了當時作為記者的吳敦義，他25歲時是台北市第五選區最年輕的候選人，並以8928票當選台北市第二屆市議員。

## 早期從政經歷
在「陽光法案」未立法之前，吳敦義是最早公布個人財產的公職人員，也是最早簽署器官捐贈卡及骨髓捐贈同意卡的行政首長之一，更是最初帶動南部意識覺醒南北應均衡的倡議者。當時，社會上一股反對資深中央民代不改選的浪潮，大罵為之老賊，他亦贊成這樣的聲音，促請這些資深民代退位。

### 臺北市議員
民選第二、三屆臺北市議會第五選舉區議員（任期1973年12月25日－1981年12月25日）。

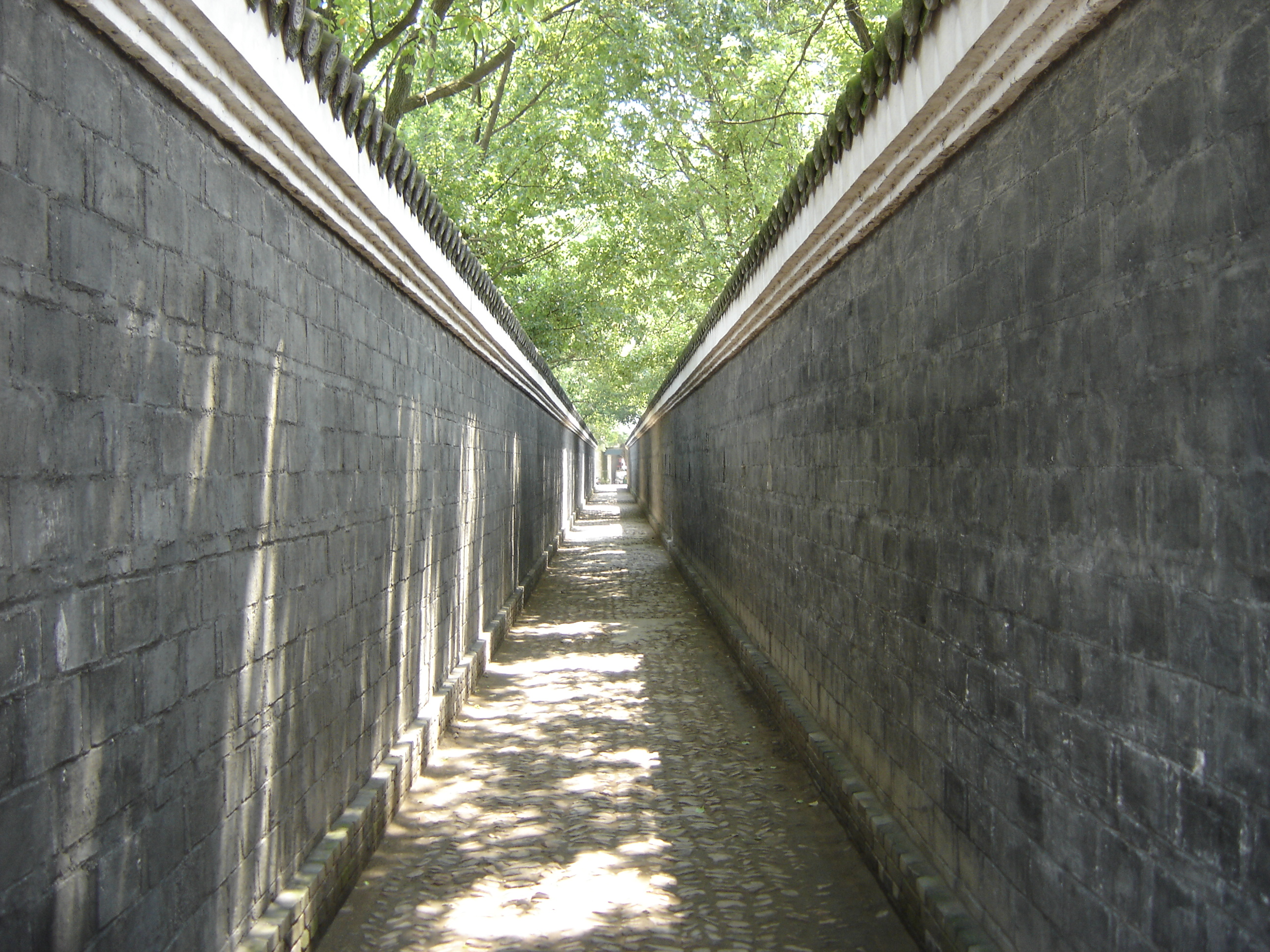
吳敦義當市議員以六尺巷故事調解李登輝市長與陳怡榮議員的府會紛爭

吳敦義連任台北市議員時，善於利用歷史故事調和議場的紛爭，因為有機會擔任財政小組召集人。李登輝時任當時台北市長，總質詢時無黨籍市議員陳怡榮一會用詩詞、一時舉故事，用以要求當時的李登輝市長幫一級主管打分數。李市長回應以首長各個不同，個性、業務性質不同，無法同一而語，因此兩人相爭不下。吳敦義（時任市議員）則舉出清朝時六尺巷的故事緩解雙方的爭執。

### 南投縣縣長
1981年，中國國民黨徵召吳敦義以臺北市議員身份參選第九屆南投縣縣長；1985年競選連任第十屆縣長時面臨同額競選，以96.13%之得票率勝選。

## 高雄市市長
1990年，吳敦義以臺北市議員與南投縣縣長的經歷，獲時任中華民國總統李登輝與中國國民黨秘書長宋楚瑜的重視，繼蘇南成之後擔任末代官派高雄市市長。在中央宣布由吳敦義出任高雄市市長人事命令時，引起高雄市議會的35位議員聯署，反對吳敦義空降高雄市。吳敦義逐一拜訪包括時任高雄市議長陳田錨等多位議員後，獲得大家認同而順利就任。1993年，吳敦義在高雄市理想市長候選人民意調查中，受到市民一致肯定，被視為最理想市長人選；並在1994年首屆民選高雄市市長選舉結果中，以11萬票的差距擊敗民主進步黨籍對手張俊雄，成功連任。
1998年，吳敦義競選連任高雄市市長時，與當時競逐臺北市市長的馬英九合稱「北馬南吳」，抗衡民進黨提名角逐連任臺北市市長的陳水扁和高雄市市長候選人謝長廷的「南長北扁」。但在選舉結果中，因當時民進黨籍議員陳春生以一捲疑似吳敦義與某媒體女記者間曖味對話的電話錄音帶，被誣指其與該名女記者有婚外情（該錄音帶後經調查局並送美国檢定，皆被證實為偽造）而以4,565票之差敗給謝長廷。另外其終止台灣水泥在壽山與東南水泥在半屏山等採礦權合約，使當時高雄三大家族轉而支持謝長廷，同時新黨派有候選人使得泛藍票源分散，更是導致其競選連任失利的原因之一。

### 終止採礦
1990年6月吳敦義就任高雄市市長後，深感採礦所產生的大量灰塵影響高雄市空氣品質與環境對市民健康形成威脅，便指示高雄市建設局做終止採礦契約的相關協調措施，並報請中央終止壽山、半屏山與駱駝山等採礦權。歷經多次地方與中央協調以及高雄市議長陳田錨的支持，最終分別於1992年11月27日終止台泥70年壽山採礦權、1995年7月1日終止駱駝山採礦權、1997年7月10日終止半屏山採礦權。

### 下水道系統
1990－1998年高雄市政府投入62億元興建污水主次幹管約217公里，並完成雨水排水幹道、支線、明渠總共335.9公里，可承受3小時不超過140公釐的連續性大雨。

### 垃圾掩埋
吳敦義就任後面臨高雄縣橋頭鄉西青埔垃圾掩埋場合約將到期，民眾相繼至市政府抗議爭取乾淨的居住環境不願再續約。吳市長為解決高雄市垃圾處理問題，一面與市民協調爭取興建垃圾焚化爐時間，一面指示環保局推動高雄中區、南區焚化爐的建設計畫；之後中區焚化爐於1998年6月營運，南區焚化爐於1999年5月營運，徹底解決高雄市垃圾掩埋問題；隨後更訂定「青山計畫」，針對原西青埔垃圾掩埋場做整地復育，規劃高雄都會公園的成立。

## 立法委員
第五屆立法委員南投縣選舉區應當選四名，吳敦義以第一高票當選第五屆立委。任期為：2002年2月1日－2005年1月31日。第六屆立委南投縣選舉區應當選四名，吳敦義競選連任，以第一高票當選第六屆立委。任期為：2005年2月1日－2008年1月31日。
第七屆立委南投縣第一選舉區應當選一名，吳敦義角逐連任，以得票率67.12%當選。任期為：2008年2月1日－2012年1月31日（2009年9月9日中途離職，因總統馬英九任命其擔任行政院院長）。
吳敦義在第七屆立法委員任內，2008年2月1日至3月26日院會出席15次、委員會出席19次，總計34次，缺席18次。2008年4月1日至4月30日院會出席4次、委員會出席13次，總計17次，缺席0次。

## 行政院院長
2009年8月8日，莫拉克颱風重創臺灣中、南部地區，造成嚴重水患（又稱八八水災）與人命、財物的損失，引發民眾對當時劉兆玄內閣指揮救災行動效率的質疑與不滿，最後行政院院長劉兆玄為負起政治責任宣布內閣總辭。9月7日，總統府發言人王郁琦舉行記者會宣布，總統馬英九任命立法委員吳敦義接任行政院院長，並於9月10日吳敦義內閣全員宣誓就職，上任後施政方針為：災後重建與國土保育、防治H1N1新流感、振興經濟促進就業、推動兩岸與外交關係與持續照顧弱勢等五大重點，時任臺南市市長賴清德曾讚其為最有能力的行政院院長。2011年6月19日，馬總統宣布由吳揆擔任第十三任副總統候選人；次年1月14日當選；2月6日辭去行政院院長職務；5月20日宣誓就職。吳揆是馬總統任內任期最長的行政院院長，為期2年又6個月（2009年9月10日－2012年2月6日）。

## 副總統

### 參選
中國國民黨辦理初選登記期間僅馬英九一人領表，並於2011年4月23日完成登記；4月27日，國民黨中常會正式提名馬英九競選連任第十三任中華民國總統；隨後時任副總統蕭萬長於5月31日宣布不競選連任；6月19日，總統馬英九與行政院院長吳敦義一同出席競選連任辦公室舉行記者會，正式宣布與吳敦義搭檔參選第十三任正、副總統。
2011年12月10日，副總統後選人吳敦義參與電視辯論時，提出就任行政院院長期間在八八風災後的重建、H1N1防疫措施、振興經濟計劃、解鎖約60萬人弱勢族群健保卡的就醫權益等成果；並強調馬政府主張「壯大台灣，連結亞太， 放眼全球」的參選政策方針；推動兩岸和平建立於「九二共識，一中各表」之下，主張「不統、不獨、不武」路線，主張只有馬政府能夠廉能並有效率的確保社會、兩岸和平繼續為台灣服務。
中華民國第十三任總統、副總統選舉共有三組候選人，依號次排序分別為：（1）民主進步黨推薦提名的蔡英文與蘇嘉全（簡稱「英嘉配」）（2）中國國民黨推薦提名的馬英九與吳敦義（簡稱「馬吳配」）以及（3）親民黨提名但以聯署方式登記參選的宋楚瑜與林瑞雄（簡稱「宋林配」）。其中馬英九以現任（第十二任）總統身份競選連任、吳敦義為時任行政院院長，蔡英文與宋楚瑜則皆以在野黨領袖身份參選，蘇嘉全時任民主進步黨秘書長，林瑞雄則是唯一不具任何政黨職務的候選人。此次選舉中，兩岸關係、經濟民生與候選人的個人操守成為競選期間的主要議題。
在2012年1月14日21時54分宣布開票結果，馬吳配以6,891,139票勝出，當選中華民國第十三任總統、副總統，得票率51.6%；英嘉配獲得6,093,578票次之，得票率45.6%；宋林配則以369,588票墊底，得票率2.77%。當選人於同年5月20日宣誓就職。
2014年6月4日，經馬英九主席提名、動議，吳敦義成為中國國民黨第一副主席。
2014年11月30日，國民黨於地方首長大選大敗後，馬英九表明辭去黨主席。對未來是否參選總統，吳敦義在受訪時表示：「我從來沒有動過這個念頭，我以一個鄉下人出身，還是228事件後，白色恐怖時期的受難者家屬，我到了副總統已經超出原先所有的規劃或是想像，沒有任何計畫，要競逐你說的這個職務。」

### 任內
2012年8月13日，出訪參加多明尼加總統就職典禮，途中過境美國纽约與洛杉矶。
2014年4月26日，率特使團出訪友邦梵蒂岡聖座參加封聖儀式；為現任的中華民國政府高層出訪首度過境停留印度政治中樞。

## 國民黨主席
吳敦義在2017年中國國民黨主席選舉中當選， 並於8月20日就任。 2020年1月11日的中華民國總統副總統及立法委員選舉結果公佈後，吳敦義宣佈為承擔敗選責任而於1月15日辭去黨主席職務。

## 選舉紀錄
| 年度 | 選舉屆數                 | 選舉區                                 | 所屬政黨   | 得票數    | 得票率 | 當選標記 | 備註   |
| ---- | ------------------------ | -------------------------------------- | ---------- | --------- | ------ | -------- | ------ |
| 1973 | 第二屆臺北市議員選舉     | 臺北市第五選舉區                       | 中國國民黨 | 8,928     | 6.51%  |          |        |
| 1977 | 第三屆臺北市議員選舉     | 臺北市第五選舉區                       | 中國國民黨 | 12,991    | 7.38%  |          |        |
| 1981 | 第九屆南投縣縣長選舉     | 南投縣                                 | 中國國民黨 | 130,322   | 60.54% |          |        |
| 1985 | 第十屆南投縣縣長選舉     | 南投縣                                 | 中國國民黨 | 220,468   | 100%   |          |        |
| 1994 | 第一屆高雄市市長選舉     | 高雄市 （合併前直轄市）                | 中國國民黨 | 400,766   | 54.46% |          |        |
| 1998 | 第二屆高雄市市長選舉     | 高雄市 （合併前直轄市）                | 中國國民黨 | 383,232   | 48.13% |          |        |
| 2001 | 第五屆立法委員選舉       | 南投縣立法委員選舉區                   | 中國國民黨 | 75,042    | 30.35% |          | [ 33 ] |
| 2004 | 第六屆立法委員選舉       | 南投縣立法委員選舉區                   | 中國國民黨 | 59,479    | 27.57% |          |        |
| 2008 | 第七屆立法委員選舉       | 南投縣第一選舉區                       | 中國國民黨 | 64,295    | 67.12% | [ 34 ]   |        |
| 2012 | 第十三任總統、副總統選舉 | 第十三任總統、副總統選舉               | 中國國民黨 | 6,891,139 | 51.60% |          |        |
| 2020 | 第十屆立法委員選舉       | 全國不分區及僑居國外國民立法委員選舉區 | 中國國民黨 | 4,723,504 | 38.64% |          |        |

## 個人生活
二二八事件時，吳敦義的父親吳奚任台中縣農會總幹事管理糧倉，有一天一位自稱少將的軍人帶兵搶糧，吳奚帶工人不肯就範，衝突中他被開槍打傷，部分糧食被搶走，使吳奚埋下被捕的危機。二二八事件後的清鄉運動，對方羅織一名吳奚的同鄉為匪諜，硬咬吳奚為同路人。因此，在1953年5月吳奚被控與多人舉行匪黨組織，同月27日被捕。二年後，調查吳奚等人與匪勾結並無確實證據，判決無罪；但吳奚仍遭續押，直到1956年2月9日獲釋。
吳敦義與妻子蔡令怡育有三子一女，分別為吳子廉（北京企業併購律師）、吳子安（夫 林泰成醫生）、吳子文（香港銀行投資顧問）、吳子均（網路部落客作家）。
據說吳敦義留「小平頭」的原因是為了愛情，因為他在大三時有留過長髮，最後為愛理掉三千煩惱絲。這一段完全是杜撰的故事，之所以會留平頭，完全是因為髮質硬又怕熱的緣故。被問到是不是因為節儉而省理髮錢的問題，吳敦義回答，他平均每十多天就要理髮一次，那也要花不少錢。
最愛的食物是肉圓，只要接近用餐時段有南投的行程或者餐點可以安排，那麼肉圓就是吳敦義的選擇，連草屯鎮新庄國小小學同學會都選在百年老店「肉圓李」舉辦。擔任副總統期間，因為不喜歡餐餐吃便當，所以經常外叫麥當勞及摩斯漢堡與爌肉飯果腹，其中爌肉飯是他的最愛。

## 爭議事件

### 辦護照特權羅生門事件

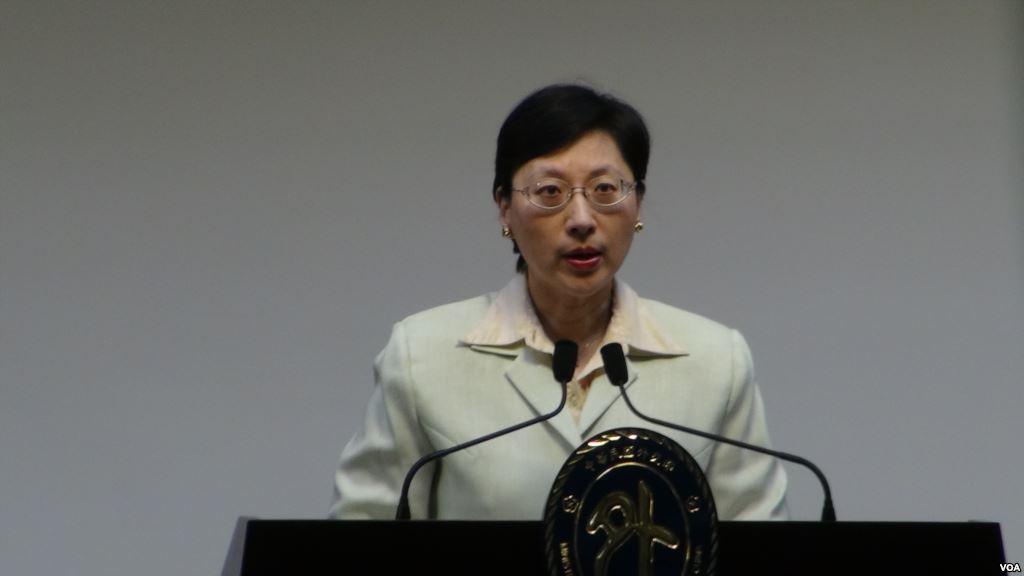
外交部發言人高安（資料照片）解釋：機場辦事處提供的是緊急救援服務，受理民眾「緊急申辦護照」，便民服務行之有年。

2013年8月23日，吳敦義女兒吳子安因帶子女出國旅遊小孩護照過期，緊急申辦只花一小時，外交部表示這是正常程序，任何人都可以辦理，並沒有因為知道是吳敦義親屬而特別處理。從此以後領務局緊急調整規定，急需在十二小時內出國並有已開票之班機訂位紀錄者，就可向桃園機場領務局辦事處補辦護照。這份突然現形的便民服務，造福許多民眾因護照過期趕班機，得以當場辦理，但領務局機場櫃檯工作量也暴增。
外交部發言人高安解釋機場辦事處提供的是緊急救援服務，受理民眾『緊急申辦護照』，便民服務行之有年，相關程序也經過公告。領務局也說2009年就有便民措施，只要加付900元就能辦理，但因為人力有限，一天只能緊急辦理20本，然而領務局網頁上並未再載明機場能夠緊急辦理護照，今後領事局也清楚規範民眾能夠在緊急的前提下在機場辦理護照業務。資深媒體人何啟聖表示在外交部機場櫃檯申辦新護照8年前也曾有過。
吳敦義表示是誤會，他稱自從那個事件之後知道領事局有此服務的人就增加五倍，所以證明不是特權，從民國99年、100年、101年都有辦，當時他女兒帶兒子參加一個團，也依照這個規定，所以不是特權。2015年2月25日，自由時報亦稱吳敦義女兒「意外宣導」急辦護照業務，使用這項業務的民眾也大幅增加，從99年領務局統計桃機辦事處共核發護照56件，100年為89件，101年為133件，102年8月經媒體報導後就大幅增加650件。

### 壹週刊相關報導
2014年1月15日第660期壹週刊針對吳敦義相關報導之道歉與澄清啟事，重點內容如下：
一、 本刊582期報導「吳敦義大樁腳拿陳啟祥1000萬」、「蔡令怡急電吳門忠探內情」。經查，吳門忠既非吳敦義大樁腳，蔡令怡也沒有急電吳門忠。
1. 101年7月10日週刊致電詢問有關「林益世與陳啟祥（及其岳丈）問題」時，吳副總統答覆並發布新聞稿指出：「我和內人並不認識陳啟祥先生，也不知道所稱『陳啟祥的岳丈』是誰？當然也沒有陳啟祥或『陳啟祥的岳丈』來請託過事情，所以我從未介入或聽聞陳啟祥與林益世之間的糾葛。」經林案一年多來的發展，證實吳副總統與該案無關，且最高法院檢察署特別偵查組於101年10月25日起訴林益世貪瀆案同時，已發布新聞稿指出：經該組檢察官調查結果，吳副總統確實未曾涉入任何林益世與陳啟祥間之事務。
2. 至於周刊報導內容提及「吳敦義大樁腳吳門忠」，吳門忠在接受媒體訪問時，曾多次強調他在90年、93年立委選舉時支持吳敦義，但「連一角都不曾捐給吳敦義過」，爾後儘管吳副總統在96年選舉順利連任立委、98年出任行政院長、乃至101年當選副總統，吳門忠也久未與吳敦義有過聯繫，僅在民國97年9月吳門忠嫁女兒時，連任立委的吳敦義應洪盛雄議員（吳門忠鄰居）代邀，前往致詞祝賀後，即趕赴其他喜宴。

二、第590期報導「吳敦義急撥公帑補助小姨子郝英蘭屠宰場獲一千五百萬」。經查，吳副總統妻妹郝英蘭的夫家並未經營屠宰場，本刊所稱「勝贏屠宰場」是她丈夫之父親的弟弟所生女兒林小姐所嫁丈夫朱家所經營，並無所謂「郝英蘭屠宰場」。「勝贏屠宰場」既非郝英蘭或其夫家所經營，且是在民進黨執政時期鼓勵設立家禽電宰場時，朱家申請並獲准設立，在劉內閣時期由農委會所補助多家屠宰場之一，其所獲補助並非最高，且與吳副總統完全無關。在行政院長任內，吳副總統從未會見過該電宰業者陳情代表，亦未曾指示農委會撥款補助。復查：在行政院長任內，吳副總統從未會見過該電宰業者陳情代表，亦未曾指示農委會撥款補助。
三、第599期「台北看守所地下所長設宴吳敦義私會竹聯幫大老」與事實有出入。所謂的竹聯幫大老既與吳副總統並不相識亦非當天餐敘廿餘位賓客之一，僅係在餐廳負責人陪同下，與三位香港及日籍客人一起進來房間向姚江臨等友人寒暄，並向出席餐會的吳副總統致意。
四、第572期「吳敦義主導夢想家決策」報導。經查，當時行政院長吳敦義僅聽取過文建會有關建國百年各項重大活動的方向和概要簡報，未曾聽或見過「夢想家」三個字及其內容，也從未介入該一節目的內容規劃、決策或執行。夢想家（建國百年國慶晚會音樂劇）相關活動內容、形式或發包等等，吳敦義院長從未干預。
副總統吳敦義1月15日聞訊後表示：真相大白，如釋重負，終於撥雲見日，是遲來的正義，對於週刊不實報導內容曾相當感慨，幾經函請該刊更正無效，不得已尋求法律途徑捍衛清白；強調他任公職三十餘年，一向秉持廉能勤政，歷任台北市議員、南投縣長、高雄市長、立法委員、行政院長及副總統，他帶領的政府團隊無論是他個人或行政院、部會首長、縣市政府局處首長，也從未有一人涉嫌貪瀆不法行為，足為明證；如今該刊對各期錯誤報導鄭重道歉暨全面更正澄清，新聞自由應當獲各界尊重，但深盼少數媒體報導能更加公正無私、審慎查證，恪守新聞自律與道德，才不會混淆視聽，顛倒黑白。

### 出訪教廷誤領聖體
2014年4月27日，時任中華民國副總統的吳敦義出訪梵蒂冈，出席已故教宗若望二十三世和教宗若望保祿二世的封圣典禮。有民眾投書媒體指稱代表台灣出席的吳敦義在儀式中吃了在天主教禮儀中只有信徒才能領取的聖體，質疑吳未對國際及宗教禮儀下功夫。天主教會臺灣地區主教團的廖秘書表示，若在不知情下領了聖體，則不應該苛責。中華民國外交部歐洲司司長張銘忠表示，我方人員事後請教教廷人員，教廷表示當時是基於尊重各國團長副團長，故逐一分送聖體，「吳副總統應是看到別人都領受聖體，入境隨俗，才懷著敬意領受」，外交部認為對教廷沒有失敬之處。台灣主教團秘書長陳科神父表示：「自知不是天主教徒而不領聖體，並不失禮，反而是有禮。因為這表示當事者了解天主教的信仰內容和要求，同時公開表達了自己不同的信仰、內心的坦白，所以互相尊重。」

### 高雄氣爆責任歸屬
2014年8月5日，曾任高雄市市長的吳敦義被問到高雄氣爆管線誰批准？吳敦義回應：「跟我無關」。但24年前的公文顯示是吳敦義擔任高雄市長時批准埋管，而當時的科長正是前交通部長吳宏謀。

### 言論爭議

#### 白痴才搞獨立
2009年12月8日，吳敦義接受採訪兩岸議題時說，「臺灣要統人家沒能力，被統不願意，搞獨立沒必要；搞到內部分裂，外面有危機，只有不負責任的人或白痴，才會覺得應該搞一個獨立國。」隨後吳敦義馬上為「白痴」二字表示收回並致歉，表示這二字有違他和平圓融的看法。

#### 白海豚會轉彎

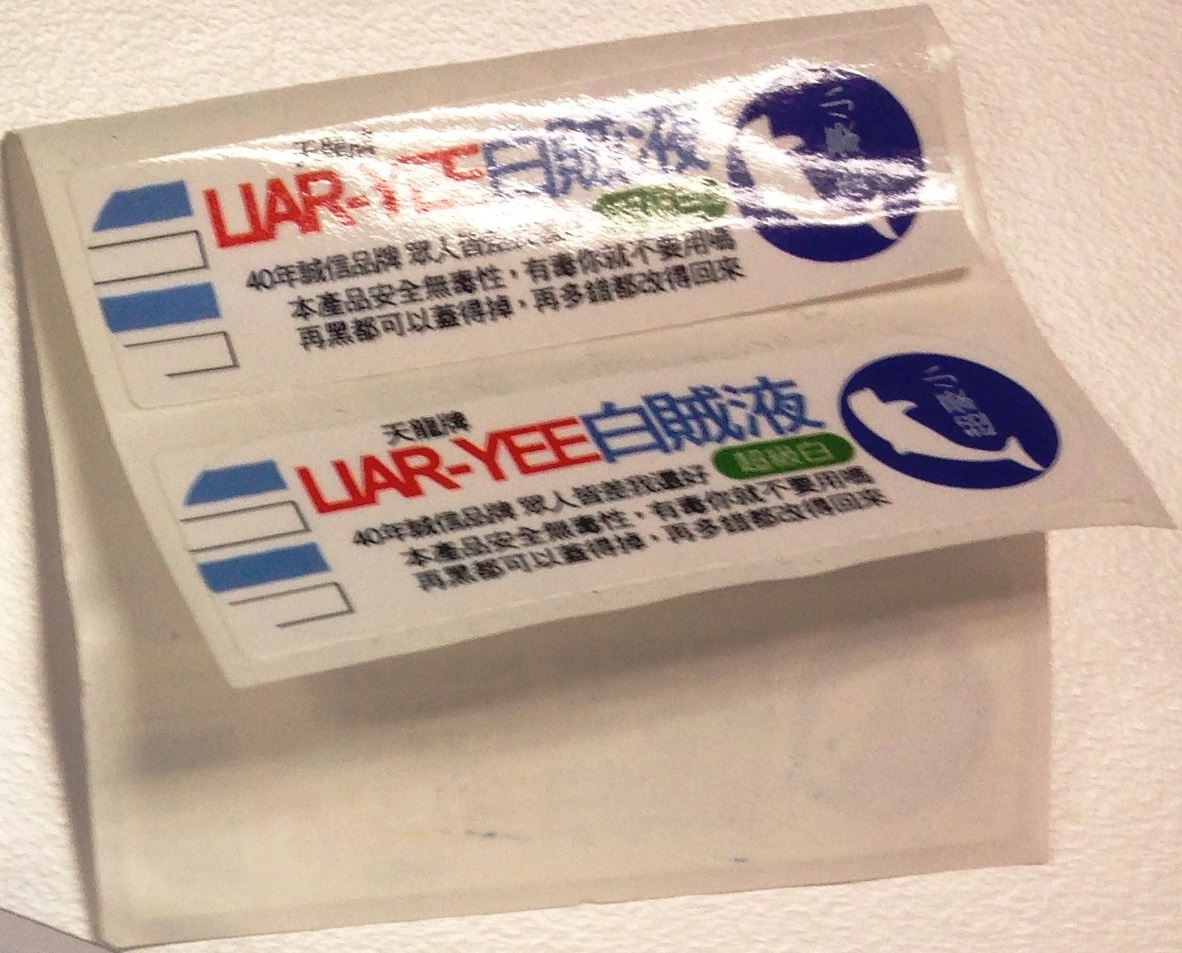
民眾於大埔事件時製作以譏諷吳敦義「白海豚轉彎」的貼紙，並以貼紙文字諷刺吳敦義在毒澱粉事件的爭議發言。

2010年7月7日，國光石化開發案預定協會於濁水溪河口北岸濕地填海造陸，環保團體向內政部遞件表達抗議，稱此開發案會阻斷中華白海豚洄游路徑，危害僅存不到100隻白海豚的生存空間。對此吳揆接受記者訪問時表示：「白海豚自然有牠生存、游水的路徑，牠也會轉彎的啊！不是車子就是一直往前走，魚也會轉彎的，牠既然在台中港那個海堤都能轉彎，何以在彰化這裡就不能轉彎。」隨後經媒體報導後引發環保團體與民眾的抨擊，吳敦義再陳述白海豚會轉彎，表示並非他說的，他僅是轉述專家會議中的資訊向大家說明。
此事也使「白海豚」成了普羅大眾譏諷吳敦義發言不一致與政策矛盾的代名詞，亦有「白海豚轉彎」的變種，甚至比起綠營人士常使用的「白賊義」更普遍。

#### 無薪假該得諾貝爾獎
2010年8月31日，吳敦義出席創造就業貢獻獎表揚活動致詞時說：「台灣在前年去年，有個創新理念：『無薪假』，其實應該得诺贝尔奖。廠商用無薪假，真是讓我拍案叫絕。」引發勞工不滿質疑引喻失當。他隨後解釋，絕非未體諒勞工心情，但因此引起外界不同解讀，他要表達歉意，絕對沒有惡意。

#### 毒澱粉有毒別吃
2013年5月9日，吳敦義出席高雄科工館「擁抱大自然，體驗綠之美」活動致詞時，提及近來毒澱粉事件讓社會大眾很憂心，但也沒那麼多毒，知道哪些有毒就不要去吃；隨後引來網友撻伐痛批如晉惠帝；而6月11日吳敦義回應：「臺灣東西都不能吃了嗎？國際觀光客還能來嗎？我是好意，怎會變成少數網友稱我為晉惠帝呢？」

#### 暗諷陳菊身材大母豬
2018年，時任國民黨主席吳敦義南下為當時的國民黨高雄市市長候選人韓國瑜輔選，他在高雄雲林同鄉會拉票時，替已故的黃俊英抱不平，用閩南語表示「彼个查某人夭壽！我莫講誰，肥滋滋彼个，行起來敢若像一隻大母豬按呢」（那女人真壞! 我不要講是誰，肥滋滋的那個，走路起來像隻大母豬。）。陳菊隔天則是在替陳其邁造勢的場合中澄清自己不是大母豬，而是台灣人的查某囝（女兒）。

### 其他爭議

#### 吴哥哭
2019年11月13日，时任國民黨主席吳敦義傳出列在立委不分區安全名單，引發國民黨人士砲轟。吳敦義支持者今（13日）前往黨中央送暖吳特別出面接見，支持者高喊「吳主席，当仁不让！」吳敦義被感動到意外落下男兒淚。此舉馬上被網友拿來KUSO創作冷笑話猜謎，直問「吳敦義落淚，猜一個地名！」許多網友神回「吳哥窟（哭）」。至于立委不分區安全名單是否是吳敦義太太蔡令怡的「夫人帮」，吳敦義现场回答记者询问「没有一个。连一个都没有。」
事實上「吳哥哭」事件並非第一次，2017年吳敦義競選國民黨主席時，提及蔣經國對自己的栽培，表示自己「太愛國民黨」都曾數度激動落淚，被網友笑稱：「根本影帝等級」、「吳哥怎麼又哭了」。

#### 王玉雲指控其白賊義
了解高雄政情者皆知，王玉雲過去不斷在公開場合對人聲稱，吳敦義在民國八十三年那次高雄市長選舉時，為爭取他的支持，曾承諾如果當選會讓其長子王志雄擔任副市長，結果選後卻不認帳，因此痛罵吳敦義為「白賊義」（典故自台灣民間故事「白賊七」），後常被大眾人士引用嘲諷吳敦義。
1995年初，為了王志雄沒有照「默契」出任副市長，王玉雲在記者會上聲淚俱下痛罵吳敦義為「白賊義」，並宣稱從此絕交。對於白賊義不斷被引用，吳敦義曾表示：「那個最誤會我的，已經不在了，80年掏空銀行8、9百億元，創出這個名詞的，那是私人恩怨，但日久見人心，走了、他真的走了，我也不再懷恨在心」。
2011年7月11日，吳敦義指前總統李登輝時代，是國民黨內黑金問題最嚴重的階段。李登輝於接受訪問時反擊，要大家「想想吳敦義的外號是甚麼？」（暗諷吳的外號「白賊義」），吳敦義氣憤表示：「罵我那3個字的，是掏空台灣中興銀行7、8百億，最後一家3口都被通緝，逃亡海外不敢負責，最後病死異鄉的王玉雲老先生，我不希望李前總統也學王玉雲老先生，學的那麼快。」但被綠營譏諷：「難道講這種話，就是馬總統所謂的『悲天憫人』嗎？是否看錯人了？」
2011年9月27日，《聯合報》報導吳敦義到總統府參加活動前與媒體記者閒談中，譬喻行政院內人物有如武俠小說有陳冲（副閣揆）、令狐冲（外交部北美司長令狐榮達），還有宋餘俠（研考會副主委）。媒體反問吳敦義是誰？吳敦義立即脫口說，「我啊，我是賣菜義啊！」，但媒體誤聽為白賊義，眾人先是訝異，隨即竊笑，不久笑聲擴大，吳敦義還要在場女記者別笑這麼大聲，「要淑女一點」。2011年9月29日，吳敦義向媒體澄清指出，自己當天講的是熱心老實打拼的「賣菜義」，並非「白賊義」。雖然行政院28日已去函《聯合報》更正，但《聯合報》並未回應。
2012年7月27日，夏珍專欄對白賊義稱號的見解：「我和吳敦義認識甚早，對他有好評未見得信賴，願意相信卻不肯背書，就是因為他的自保性格。他是蔣經國重點栽培的人，又要靠選舉搏政途，他只能群而不和。他對『白賊義』的稱號耿耿於懷，這個稱號不是民進黨封的，而是王玉雲給他的，因為所求未遂，封號成為標籤，成為他一輩子的痛，沒人能為他緩解，玉玉雲落跑大陸，卻沒能還給吳敦義一個公道」。

#### 被指控關說中選會
民進黨前祕書長蘇嘉全質疑，吳敦義在1996年立委選舉曾向中選會關說，讓因賄選被判刑的林明溱通過資格審查，得以參選。林明溱回應強調，那是10多年前的事，這期間他也當選兩屆立委，都沒有問題，對手舊事重提，意在抹黑。
親民黨籍中選會委員趙叔鍵爆料說，吳敦義曾於2007年底打電話關說，要他在審查南投縣立委候選人林明溱資格案中放水支持。林明溱因於2002年涉嫌期約賄選遭判2年褫奪公權、2年緩刑，依照《公職人員選舉罷免法》第26條規定，曾犯行賄判決確定者，不得登記為候選人。但趙叔鍵卻以緩刑期滿為由，護航林明溱通過資格審查。行政院發言人蘇俊賓強調：「就我了解，沒有這樣的情事」，吳敦義希望中選會能夠維持超然、獨立、公正的態度行使職權，為此吳敦義還特別拜託賴浩敏擔任主委。

#### 被指控為大埔事件四大惡人之一
2010年時任行政院長吳敦義曾就苗栗縣竹南鎮大埔里居民反對政府強徵農地與拆屋一事，和苗栗縣長劉政鴻一起公開鞠躬道歉，並承諾劃地還農、位於路口的張藥房原屋保留、維持建築物在原地等。最後卻發生怪手毀壞稻田、張藥房遭趁隙強拆，引發長期抗爭的大埔事件。吳敦義對此卻表示「這些拆了，是有依據和道德正當性...我的話百分之九十九以上是確定的」，被指責背信毀諾。

#### 與更生人同遊
2008年國民黨秘書長吳敦義與妻子受朋友邀請，同南投縣長李朝卿夫婦、中台灣黑道老大江欽良共赴峇里島旅遊；此外江欽良於吳敦義接任行政院長後，對外表示吳揆跟我是換帖，並協助南投縣長李朝卿成立助選後援會；因此，民進黨籍立委質疑吳揆是否涉嫌官商勾結。吳敦義澄清交朋友你不會去問他過去如何，並且外界所稱的這位黑道大哥已經接受法律處分；更何況重點不是他年少如何輕狂，是現在他知錯能改向善投入許多公益，推動觀光夜市創造地方許多就業的機會。

#### 赴香港算命
香港拜訪梁振英博士與考察土石流防治研究，在立法院質詢時民進黨籍立委影射吳敦義是向中國請示自我矮化。之後更被調侃赴香港是為算命，吳揆表示確實有陪小兒子去算流年，但並非是我本人算，我僅坐在一旁；命理師陳康泰強調，確實只有吳敦義兒子一人算命，且當時也不知道他是行政院長。此後，2013年9月10日歷經臺北地方法院檢察署調查，證實香港1977年即成立土力工程處，專責斜坡探勘、設計、維修以及防止山泥傾瀉的危機，故對土石流素有研究，並且受香港梁振英博士之邀屬實，視為外交行程的安排，非如報載僅陪同兒子到香港算命。

## 評價
美國在台協會對吳敦義的評價：吳敦義雄辯滔滔且坦率，擔任立委獲廣泛肯定且具效能，不像多數立委那樣詭計多端，愛作秀、搞密室交易。（維基解密泄露美國外交電報事件）
馬英九評價吳敦義：確實能以人民為念，而且出身基層，擔任過縣市首長，對地方民意掌握相當精確，有悲天憫人的情懷。
在媒體記者眼裡的吳敦義有幾項特色，一、他是政治生涯少數沒有顯赫的家世背景，出身清寒農家的子弟，靠著自己的努力闖出一片天；二、因為過去的從政經驗，從台北市議員、南投縣長、高雄市長、立法委員到現今的副總統，他在北、中、南都擁有豐富的行政經驗與支持的人脈；三、他是適合任何地形的空降部隊，在艱難的環境，也能空降成功，從政經歷中，除了連任高雄市長那一次因為一卷錄音帶失利外，均為選戰常勝軍；四、雖然是國民黨員，卻具有改革形象，從政過程廉能兼蓄，在操守上更是毫無瑕疵，難以在此挑剔。

## 荣誉

### 中华民国勋章奖章
- 一等卿云勋章（2012年2月17日于台北总统府颁授[99]）
- 中正勋章（2016年5月9日于台北总统府颁授[100]）

### 外国勋章奖章
- 国家功绩特种大十字勋章（巴拉圭，2015年9月17日批准[101]）

## 著作

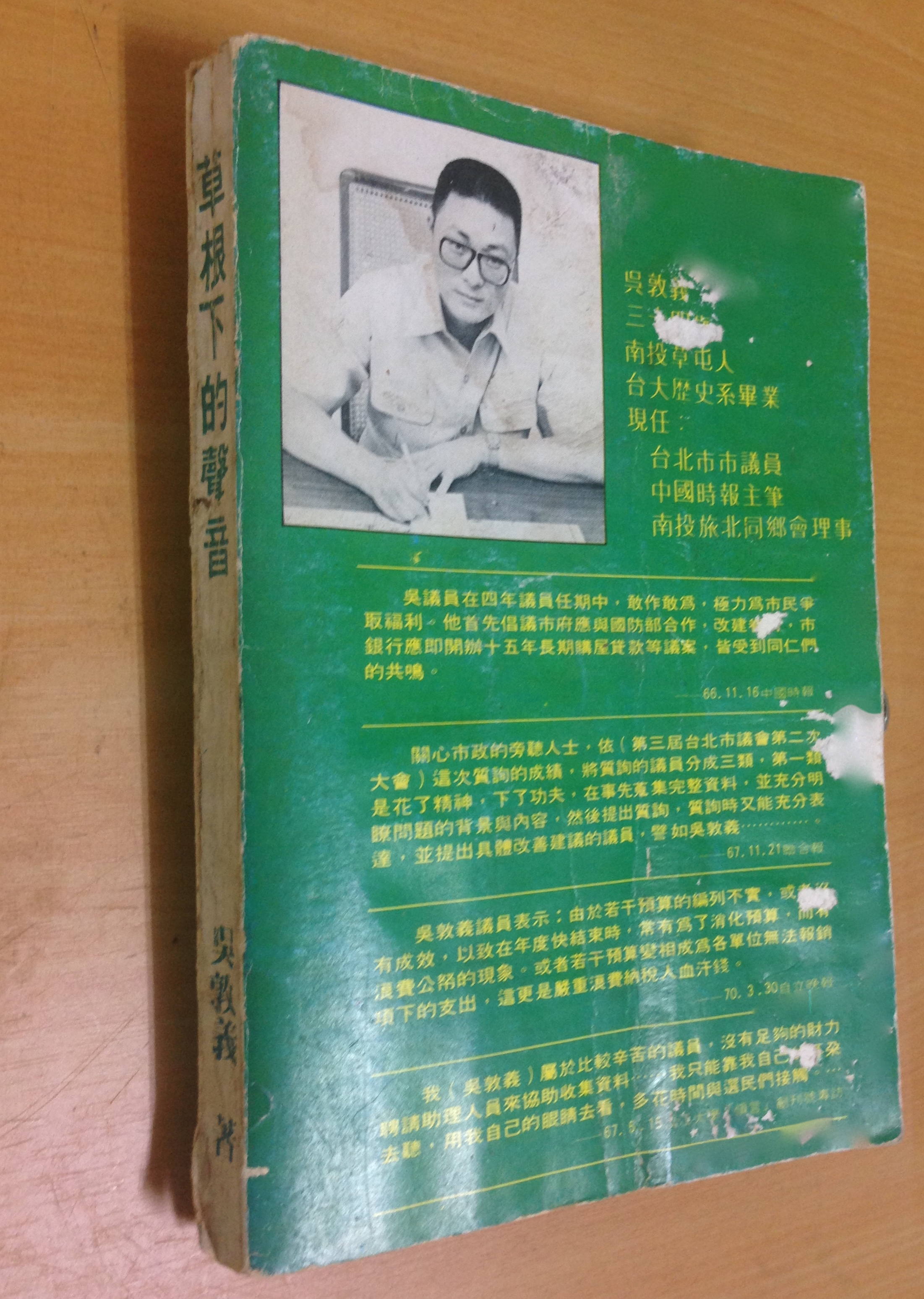
草根下的聲音，吳敦義著。

- 〈台大人的十字架〉，收於《台大人的十字架》，（台北市，志文出版社，1972年），頁5-7，（吳敦義為書名暨首篇社論作者）。
- 〈論「台大人」的悲劇本質〉，收於《台大人的十字架》，（台北市，志文出版社，1972年），頁35-39，（吳敦義為書名暨首篇社論作者）。
- 《草根下的聲音》，南投縣：翔豪印刷，1981年。
- 競選歌曲《義無反顧》歌詞，2017年。
- 吳敦義口述，楊艾俐採訪撰文，《堅毅之路：吳敦義》，台北市：天下文化，2021年。